# Linea M10 (metropolitana di Istanbul)
La linea M10 della metropolitana di Istanbul, ufficialmente denominata linea metropolitana M10 Pendik Centro - Aeroporto Sabiha Gökçen (in turco M10 Pendik Merkez - Sabiha Gökçen Havalimanı Metro Hattı) è una linea della metropolitana di Istanbul, in Turchia. Essa è lunga 9,64 km, ed è situata sul lato anatolico della città, interamente all'interno dei confini del distretto di Pendik, con capolinea a Pendik Centro e all'Aeroporto Sabiha Gökçen.

## Storia
La sezione della linea Fevzi Çakmak - Aeroporto Sabiha Gökçen è stata realizzata dal Ministero dei Trasporti e delle Infrastrutture ed è entrata in servizio il 2 ottobre 2022. Proseguono inoltre i lavori di costruzione della Municipalità Metropolitana di Istanbul nella parte tra Fevzi Çakmak e Pendik Centro. Gli scavi archeologici presso la stazione centrale di Pendik nell'ambito della costruzione vengono esaminati dalla direzione archeologica di Istanbul e rimossi dal cantiere. Alcuni di questi scavi sono in fase di completamento a partire da giugno 2022. A differenza delle stazioni in cui vengono effettuati gli scavi archeologici a Istanbul, alla stazione di Pendik non è prevista alcuna apertura ritardata.
Fino a quando la sezione Fevzi Çakmak - Pendik Centro non sarà entrata in servizio, lungo la sezione tra Fevzi Çakmak e l'Aeroporto Sabiha Gökçen sarà gestita solo la linea M4ᴀ.
Quattro stazioni della linea utilizzeranno la stessa piattaforma e tunnel della linea M4ᴀ. Alla stazione centrale di Kaynarca, la linea non utilizzerà lo stesso tunnel della linea M4ʙ, ma consentirà il trasferimento su binari diversi.